# Ukrajinci
Ukrajinci (ukr. українці  / ukrajinci) su jedna od tri istočnoslavenske nacije većinom nastanjene u Ukrajini, Rusiji, Bjelorusiji i susjednim područjima. Ukrajinci su u zapadnim izvorima sve do 20. stoljeća bili poznatiji kao Rusini (ukr. Pусини/Rusyny, lat. Ruteni), što danas predstavlja njihov stariji etnonim.
Konsolidacija: Ukrajinci pripadaju grupi slavenskih naroda s izraženijim srednjoeuropskim mentalitetom koji se donekle razlikuje od susjednog poljskog ili pak svojstvenog ruskog. Stara povijest ukrajinskog naroda još je od antičkog razdoblja stvarala njegovu zasebnu nacionalnu kulturu i specifičan ukrajinski mentalitet koji je bio jako povezan s dva recipročno kontrasna podneblja: starogrčkim i skandinavskim. Ukrajinski narod se kulturološki konsolidirao već tijekom 10. i 11. stoljeća u sklopu stvaranja Kijevske Rusi te je kao takav do 13. stoljeća bio dominantan ostalim susjednim narodima. Mnogi kulturološki elementi u poljskom, bjeloruskom i ruskom društvu tada i nešto kasnije su preuzeti upravo od Ukrajinaca.
Kolonizacija: Treba spomenuti da su žene u ukrajinskom društvu tradicionalno bile uvažavane i nerijetko su bile uključene u društvena zbivanja sve do uspostave Sovjetskog Saveza. Danas se Ukrajinci smatraju otvorenim, dobronamjernim i tolerantnim ljudima te su izrazito ponosni na svoju nacionalnu kulturu koja se usprkos višestoljetnim restrikcijama smatra jednom od najbogatijih, ali i najstarijih europskih kultura. Proces rusifikacije tijekom posljednja tri stoljeća ostavio je poseban trag na svjetonazor ukrajinskog stanovništva prije svega u jugoistočnoj Ukrajini koja je nakon Staljinove represije naknadano naseljavana ruskim stanovništvom.
Vrijednosti: S obzirom na to da su prostore Ukrajine kroz povijest naseljavali mnogi drugi narodi, počevši od staroiranskih Skita i Sarmata, zatim turkijskih Pečenega te Grka, Balta, Kelta, Gota i Vikinga, pa do Tatara, Litavaca, Poljaka i Rusa, Ukrajinci su relativno rano prihvatili kulturno-političke vrijednosti umjereno multikulturalne sredine i njezina vidno demokratična obilježja. Na prostorima Ukrajine sve do dolaska ruskog cara Petra I. u 18. stoljeću nije bila poznata snažna autokratska vladavina nalik carskoj ili pak sovjetskoj iz 20. stoljeća. Ukrajinci su prema tome gotovo uvijek prirodno podilazili i težili nekim oblicima demokratskog odlučivanja, da li tipa oligarhijsko-monarhijskog u sklopu Kijevske Rusi ili gotovo demokratskog u Zaporoškoj Republici, ovisilo je o društveno-političkim uvjetima pojedinih razdoblja. 
Obrazovanje: Vrijedi spomenuti da je ukrajinski hetman Pilip Orlik zaslužan za formuliranje i stvaranje jednog od prvih demokratskih ustava u Europi, što govori o visokoj razini europske političke i druge kulture među Ukrajincima u 16. i 17. stoljeću. Usprkos poljskoj okupaciji, Ukrajinci su u 17. stoljeću predstavljali najobrazovaniji narod pravoslavnog slavenskog svijeta, što danas potvrđuju mnogi povijesni izvori širom Europe. Uz navedeno treba naglasiti da su Ukrajinci nakon 14. stoljeća vodili gotovo neprestanu političku i druge oblike borbe s ciljem uspostavljanja vlastite autonomije u sklopu određenih državnih zajednica ili pak samostalne ukrajinske države, što se odrazilo na njihov relativno tolerantan svjetonazor i borbu za razvoj demokratskog društva.

## Etimologija
Složena ukrajinska povijest utjecala je na dugotrajno formiranje naziva jednog te istog naroda u razdoblju između 10. i čak 20. stoljeća. Nakon okupljanja ukrajinskih plemena u 9. i 10. stoljeću pod jedinstvenim samoidentifikacijskim pojmom »Rus'«, stvaraju se nazivi »Rusiči« i »Rusiny«. Ti su nazivi preneseni u zapadne izvore kao »Rusy« i »Ruteni«. Također je važno napomenuti da ukrajinski filolozi i povjesničari tvrde kako su te nazive između 10. i 12. stoljeća koristili isključivo Ukrajinci. 
Nakon mongolskog napada na Europu i rušenja Kijevske Rusi, sve do 18. stoljeća Ukrajinci su u elitnom smislu bilježeni vlastitim starijim etnonimom »Rusini« (lat. Ruteni), a potom kao »Malorusi« u sklopu izgradnje Ruskog imeprija tijekom 18. i 19. stoljeća.
Od 16. do 18. stoljeća, u nižim i naposljetku višim društvenim razinama, Ukrajinci se uspoređuju i identificiraju »Zaporošcima« odnosno »Kozacima«. Prebjezi ukrajinskih kmetova, seljaka, lovaca i na kraju plemića, iz sjevernijih ukrajinskih krajeva pod poljskim ograničenjima, u južnije zaporiške krajeve, stvaraju posebne vojničke, a zatim i društvene staleže. Te su skupine Ukrajinaca u početku bile poznate kao Zaporošci (riječ slavenskog podrijetla), da bi se s obzirom na prethodnu turkijsku okupaciju tog slabo naseljenog prostora južne Ukrajine stvorio međunarodni naziv turkijskog podrijetla »Kozaci«. 
Relativno malobrojni u odnosu na mnogoljudan ukrajinski etnos, kozaci su imali važnu političku ulogu u Poljacima okupiranoj Ukrajini. Do 18. stoljeća nazivi Kozaci i Ukrajinci bili su česti sinonimi, no s obzirom na to da se kozačka kultura proširila širom istočne Europe, u kozačke redove bili su uključeni i mnogi drugi narodi, između ostalih i Rusi.
Nakon ruske revolucije u 20. stoljeću, svojom voljom službeno su odbacili podcjenjivački naziv »Malorusi« te su prihvatili ime »Ukrajinci« prema staroslavenskoj riječi »ukrajina« (»rodna zemlja«); koja je prvi puta zabilježena u 12. stoljeću označavajući kneževine u sjevernom dijelu današnje Ukrajine odnosno samu maticu srednjovjekovne države Kijevske Rusi. Takva društvena i politička odluka službenog prihvaćanja mlađeg etnonima »Ukrajinci«, uslijedila je s ciljem očuvanja srednjovjekovnog staroruskog (ukrajinskog) identiteta i ograđivanja u procesu dinamične asimilacijske politike ruskih careva. 
Stariji ukrajinski etnonim Rusini (Rus') zadržao se kod manjeg dijela naroda na krajnjem jugozapadu Ukrajine sve do danas; jednim dijelom i zbog tzv. političkog rusinizma. Oko 7 milijuna Ukrajinaca izjašnjavalo se Rusinima sve do 20. stoljeća, posebno oni u Austro-Ugarskoj.
Kad je riječ o današnjima Rusima, Ukrajinci ih tradicijski od 14. stoljeća zovu Moskaljima (prema Velikoj kneževini Moskvi; prethodnici Ruskog Carstva).

## Ime Ukrajinci
Ukrajinci su svoje današnje ime dobili tek početkom 20. stoljeća proglašenjem Ukrajinske Narodne Republike. Staroslavenska riječ »ukrajina« znači doslovno »domovina« odnosno »u zemlji«; ujedno »naša zemlja«; prostor koji se razlikuje od tuđeg prostora odnosno onog koloniziranog u srednjovjekovnoj ekspaniziji kijevskih vladara prema ostatku istočne Europe. Riječ »krajina« u današnjem standardnom ukrajinskom jeziku znači »zemlja« (krâj, krajolik). 
Riječ Ukrajinci formirana je prema nazivu Ukrajina i službeno se počela koristiti s ciljem zaštite od asimilacije pred susjednim narodima koji se koriste nazivima sličnim onima koje su prethodno koristili Ukrajinci; »Rusyny«; zatim »Ruteni«, »Rusyči«, »Rusy« i slični. Ovdje treba razlikovati današnje Rusine i Ruse od povjesnog naziva za Ukrajince, posebno kad je riječ o znanstvenim disciplinama.
Također treba napomenuti da je ruska historiografija naziv Ukrajina poistovijećivala s nazivom »nečega na kraju« jer riječ »krajina« u ruskom i ukrajinskom jeziku imaju drugačije značenje. Ruska povijest Ukrajinu je određivala kao provinciju Rusije te je na isti način tumačila i naziv Ukrajina. Na isti način se takvo tumačenje prenosilo u zapadne dokumente posljednjih nekoliko stoljeća.
Ostali nazivi: Prema povjesnoj dokumentaciji, najstariji zapisani nazivi za Ukrajince su »Rus'« odnosno »Rusyny«, »Rusyči« i »Rusy«; ovaj posljednji od Rus’, ali ne od današnje Rusije, što će se na latinskom pisati »Rutheni«, »Russi« ili »Rusy«. Naziv Ukrajinci počinje se intenizivnije koristiti tek nakon 18. stoljeća, dok je naziv moderne države Ukrajine prvi puta dokumentiran u Kijevskoj kronici 1187. godine. U sklopu povijesne asimilacijske politike, Ukrajincima je dodijeljeno nekoliko imena tijekom okupacije njihove države, posebno u vrijeme Ruskog Carstva. Vlast u Moskvi ih je kratko imenovala »Čerkasi« prema istoimenom kozačkom gradiću, a u sklopu asimilacijske politike ruskog cara Petra I. dodijeljeno im je ime »Malorusi«.
Naziv »Malorusi« ima podrijetlo od srednjovjekovne regije odnosno središta »Male Rusi«, koja je u sklopu Kijevske Rusi predstavljala kulturnu, političku i vjersku maticu cijele države. Riječ »Mala Rus'« prema grčkim nazivima je predstavlja zemlju sa središtem u Kijevu koja je imenovana »Minore Rossia« (kao središte), dok bi sve ostalo predstavljalo »Megale Rossiu« (kao koloniziranu okolicu). Ukrajinci su se tijekom 19. stoljeća nazivu Malorusi odupirali usvajanjem etnonima Ukrajinci, jer je naziv Malorusi u novim okolnostima nakon 18. stoljeća stekao podcjenjivački status naspram naziva »Velikorusi«. Što je još važnije, izgubio je svoje prvotno značenje, odnosno ono što je za Grke predstavljalo središte poput središnje Elade koja je imenovana »Minore Elada«»«, kod ruskih je careva steklo značenje provincije koja pripada novom središtu s centrom u Velikoj Rusiji. Iako je riječ o zemlji s ranim državničkim iskustvom, Ukrajina je na ovaj manipulativan način postavljena kao pokrajina što se često željelo interpretirati i u samom nazivu »ukrajina« koji je imao posve drugačije značenje.
Kontroverze: Prema ukrajinskim stručnjacima, do 12. stoljeća samo su preci današnjih Ukrajinaca koristili nazive vezane uz termin »Rus'«, dok su svi ostali istočnoslavenski narodi koristili plemenska i druga imena. U 14. stoljeću naziv »Rusini« su prihvatili današnji Bjelorusi te ga koristili do 18. stoljeća, dok su Rusi prihvatili naziv »Russkie« tek krajem 17. stoljeća nakon Perejaslavskog sporazuma koji je politički objedinio Rusiju i Ukrajinu. Ove tvrdnje do danas su ostale predmet povijesno-političkih sukobljavanja između Rusije i Ukrajine koje podjednako pretendiraju na kulturnu baštinu najstarije istočnoslavenske državne tvorevine Kijevske Rusi.

## Jezik i književnost
Materinji jezik Ukrajinaca sve do sredine 20. stoljeća bio je gotovo isključivo ukrajinski (prethodno poznat kao »ruska mova«, drugačiji od današnjeg ruskog jezika), no danas manji dio etničkih Ukrajinaca materinjim jezikom smatra suvremeni ruski jezik. Prema tome, jezična podjela ukrajinskog društva ne podudara se s njegovom etničkom podjelom, a paradoksalno je to da autohtono ukrajinsko stanovništvo nije asimiliralo ruske doseljenike, nego su doseljenici rusificirali dio autohtonog stanovništva. Razlog tomu je da je Ukrajina od 1654. bila prvo carsko-ruska, a potom sovjetsko-ruska kolonija u kojoj je ruski jezik bio službeni i uvodio se posebnim mjerama.
U posljednjih 337 kolonijalnih godina Rusija je provodila žestoku asimilacijsku politiku kroz rusifikaciju ukrajinskih prostora te je u istom razdoblju ukrajinski jezik iskorijenjivan na vrlo represivan način, uključujući smaknuća većeg broja ukrajinskih intelektualaca te same populacije kroz različite politike asimilacije. Tek nakon ostvarivanja ukrajinske neovisnosti 1991., ljudi su se djelomično oslobodili kulturnog, prosvjetnog i vjerskog ugnjetavanja te uporaba ukrajinskog jezika bilježi neometan rast. Nakon 2004. situacija se počela dodatno oporavljati u korist ukrajinskog jezika, čija dinamika je zaustavljena nakon 2010. godine promjenom politike potpore ukrajinskom jeziku.
Danas od ukupno 45,5 milijuna ukrajinskih građana, ukrajinskim jezikom se aktivno služi njih oko 32,5 milijuna; od toga u gradovima živi njih preko 16 milijuna, a ostatak u ukrajinskoj ruralnoj sredini. Do 13 milijuna ukrajinskih građana često se služi ruskim jezikom ili rusko-ukrajinskom jezičnom kombinacijom Suržik (njih do 20%). Tijekom popisa stanovništva iz 2001. godine, više od 67% građana se izjasnilo da ukrajinski jezik smatra materinjim, a u prilog tome ide i porast broja osoba koji ukrajinski jezik počinju smatrati materinjim. Zanimljivo je da posljednjih godina rusofoni etnički Ukrajinci počinju inzistirati na ukrajinskom jeziku kao jedinom državnom jeziku u Ukrajini, dok se ruska nacionalna manjina tome posebno ne protivi, dapače brojni Rusi podržavaju uporabu ukrajinskog jezika. Sve više građana se izjašnjava da ukrajinski i ruski smatraju materinjim podjednako. Nažalost pitanje dvojezičnosti u Ukrajini i dalje je predmet politikanstva među pojedinim ukrajinskim političarima.
Danas se ukrajinskim jezikom ponajviše služe ukrajinski intelektualci, prosvjetni djelatnici i slični stručnjaci, dok se ruski jezik često koristi u sferi ukrajinske estrade i ekonomije s obzirom na to da je Rusija najveći ekonomski partner Ukrajine. Gotovo svi stanovnici razumiju i govore oba jezika, a iznimku čine stariji rusofoni stanovnici ili bivši sovjetski doseljenici. Specifičan ruski jezik ukrajinskog podneblja koristi se uglavnom u urbanim sredinama jugoistočne Ukrajine i na poluotoku Krimu. Na Krimu svega 10% stanovnika govori jasnim ukrajinskim jezikom, a mediji su u službi politike do 2004. pratili događanja isključivo na ruskom jeziku.

## Podrijetlo i migracije
Prastari stanovnici Ukrajine bili su Tripiljci, a naseljavali su područje zapadne i središnje Ukrajine između 3500. i 2000. godine prije nove ere. U sklopu antske zajednice tijekom 5. i 6. stoljeća započinje se formirati ukrajinski etnos kakav danas poznajemo, a ukrajinska plemena tada su trajno nastanila prostore današnje istočne Poljske, sjeverne Ukrajine, južne Bjelorusije i zapadne Rusije, odnosno prostor između donjeg toka rijeke Visle u istočnoj Poljskoj i gornjeg toka rijeke Don u zapadnoj Rusiji. Te prostore Ukrajinci su u većini naseljavali sve do 16. stoljeća kada ispočetka kozačke skupine počinju aktivno naseljavati današnju jugoistočnu Ukrajinu i susjedne dijelove Ruske Federacije, potom udaljenije prostore Dalekog istoka, uključujući i Zelenu Ukrajinu.
Slavenska plemena Duljibi, Poljani, Derevljani, Siverjani i Uliči (djelomično Tiverci i Bijeli Hrvati) čine glavninu etnosa današnjeg ukrajinskog naroda. U poznatom predslavenskom periodu, ta su plemena imala relativno snažne odnose s antičkom kulturom Kimerijaca, Skita, Sarmata, Kelta i Grka; ujedno s Gotima, Hazarima, Vikinzima i možda nešto manje drugim skupinama doseljenika ili susjeda. U ukrajinskom jeziku i kulturi do danas su vidljivi tragovi iz svake navedene skupine. Posebno su vidljivi tragovi Skita, Sarmata, antičkih Grka i Gota. S obzirom na to da su Slaveni prije 1. stoljeća svoje izvorište imali u zapadnoj Ukrajini, ti su utjecaji do jedne mjere vidljivi i u drugim slavenskim kulturama pa tako i u hrvatskoj kulturi.
Tijekom zadnjih sedam stoljeća, unatoč stalnim navalama susjednih naroda i kultura, Ukrajinci su očuvali svoj zaseban bogat staroslavenski identitet. To se između ostalog očituje u razvijenom jeziku, europskom mentalitetu te u bogatoj materijalnoj i duhovnoj kulturi. Znatan dio teritorija današnje Ukrajine bio je naseljen drugim narodima za vrijeme seoba, a potom od 16. do 19. stoljeća. U seobi naroda sudjelovali su sami Ukrajinci, potom Rusi, Poljaci, Bjelorusi, Litavci, Nijemci, Mađari, Grci, Bugari, Židovi i drugi narodi. Znatan utjecaj na formiranje multietničnosti suvremene ukrajinske kulture imale su u recentnije doba i poljska te djelomice ruska i austrijska kolonizacija ukrajinskih zemalja. Iako malobrojni, Krimski Tatari također imaju poseban kulturni značaj u ukrajinskoj povijesti.
Danas su moderna istraživanja pokazala da su u genetskom smislu Ukrajinci najsličniji Poljacima s kojima su dijelili zajedničku povijest više od pet stoljeća. U sličnom omjeru pokazuju iste genetske karakteristike s Rusima i Slovencima. S druge strane, kad su u pitanju kulturološke sličnosti, Ukrajinci imaju neke sličnosti povezane isključivo s Hrvatima, a to je primjerice ikavski govor.
Brojnost Ukrajinaca u Ukrajini nije se mijenjala samo pod utjecajem prirodnih čimbenika, nego i zbog nacionalne politike susjednih država, posebno u Ruskom imperiju tijekom 18. i 19. stoljeća. Ukrajina je duži niz godina bila pod ruskom vlašću, a kasnije i pod sovjetskom, koja se manifestirala ciljanim ograničavanjem socijalnog i kulturnog razvitka ukrajinskog naroda. S druge strane, Rusi su upijali bogatu ukrajinsku kulturu, to se danas primjećuje u više kulturnih odnosno umjetničkih sfera. Isto tako, kao posljedica migracijske politike, naglo se povećao broj Rusa u nacionalnom sastavu stanovništva istočne Ukrajine. Za vrijeme Sovjetskog Saveza, u vremenu industrijalizacije Ukrajine, a pogotovo poslije Drugog svjetskog rata, njihov se broj povećao tri puta i on danas iznosi oko 8 milijuna. 
Poslije proglašenja neovisnosti Ukrajine dogodile su se promjene u njezinu nacionalnom sastavu. Migracija Ukrajinaca iz cijelog SSSR-a i povratak Krimskih Tatara i Nijemaca deportiranih tijekom rata rezultirali su povećanjem njihova broja u sastavu stanovništva. Smanjio se broj Židova, koji su emigrirali u Izrael, zapadne europske države i SAD. Kao rezultat različitih migracijskih politika, danas izvan Ukrajine živi oko 20 milijuna ljudi koji imaju ukrajinsko podrijetlo što ukrajinsku dijasporu čini jednom od najvećih u svijetu.

## Manjine i dijaspora
Vrhovno vijeće Ukrajine je 1997. godine usvojilo međunarodnu Konvenciju o zaštiti nacionalnih manjina, koja je tako, u skladu s Ustavom Ukrajine, postala dijelom nacionalnog zakonodavstva. Uveden je međunarodni standard na području osiguranja prava nacionalnih manjina i u ukrajinskom Vrhovnom vijeću ratificirana je Europska povelja o jezicima nacionalnih manjina. Tim činom Ukrajina je osigurala bitno bolji položaj nacionalnih manjina u odnosnu na ostale postsovjetske države. Zakoni posvećeni zaštiti prava nacionalnih manjina postali su sastavni dio svih dogovora o dobrosusjedskim odnosima, prijateljstvu i suradnji između Ukrajine i susjednih država.
Dijaspora: Danas izvan Ukrajine živi preko 16 milijuna etničkih Ukrajinaca ili čak do 20 milijuna osoba koje imaju ukrajinsko podrijetlo. Od osamostaljenja Ukrajine, iselilo je preko 4 milijuna ljudi, uglavnom Ukrajinci, potom Rusi i Židovi. Dok su Rusi i Ukrajinci u većini naseljavali ostale europske zemlje, Židovi su preselili u matičnu državu Izrael. Naglo iseljavanje Ukrajine, uz ekonomske i druge društvene probleme, pratio je vizni režim u vrijeme Sovjetskog Saveza, koji je iseljavanje stanovništva držao pod svojevrsnom kontrolom, slična situacija je zadesila i Rusku Federaciju odnosno Rusiju. 
Popis Ukrajinaca u Rusiji predstavlja poseban slučaj s obzirom na to da je poznato da danas tamo živi između 5 i 8 milijuna etničkih Ukrajinaca gdje se dio njih tako ne izjašnjava zbog posljedica povijesnih okolnosti. Prostori ruskih regija Kubana, Zelenog klina (ukr.: Зелений клин), također poznatog kao Zelena Ukrajina (eng.: Green Ukraine), i još nekoliko južnih regija Ruske Federacije odnosno Dalekog istoka, u velikom su omjeru naseljena stanovnicima koji se u državnim spisima do danas evidentiraju Rusima, unatoč tome što se često osjećaju i izjašnjavaju ukrajinskim pripadnicima zbog svoje očuvane ukrajinske tradicije i kulturne povijesti usko vezane za Ukrajinu, čiji prostor su napustili u 19. i 20. stoljeću.
Prema posljednjem neslužbenom popisu iz 2004. u Rusiji živi najmanje 4,350.000 etničkih Ukrajinaca, a pretpostavlja se da će taj broj rasti i dalje, s obzirom na to da je svijest o ukrajinskoj pripadnosti kod tih ruskih stanovnika usprkos višegodišnjoj rusifikaciji i dalje ostala vrlo žilava. U ostatku svijeta, preko 2,200.000 Ukrajinaca živi u Kazahstanu, nešto manje od 2,000.000 u SAD-u, te preko 1,000.000 u Kanadi. U Hrvatskoj danas ima oko 2.000 Ukrajinaca i oko 2.400 Rusina, koji su se do 1996. godine bilježili kao jedna nacionalna manjina Rusini-Ukrajinci i više od 40 godina djeluju u sklopu iste krovne manjinske organizacije Saveza Rusina i Ukrajinaca RH.

## Religija Ukrajinaca
Ukrajina spada među europske zemlje u kojoj je Kršćanstvo ostavilo vrlo velike utiske kroz duži period posebno jer je srednjovjekovni Kijev bio veliko kršćansko središte slavenskog i europskog svijeta iz kojeg se Kršćanstvo širilo više od 4. stoljeća, posebno prema sjeveroistoku Europe. Prije širenja Kršćanstva srednjovjekovna Ukrajina je bila dom mnogih poganskih vjerovanja starih Slavena i pridošlih Gota naseljenih na širim ukrajinskim prostorima, a ta su vjerovanja gotovo posve potisnuta u 10. stoljeću odnosno nakon 988. godine kada je Kršćanstvo privaćeno kao službena religija Kijevske Rusi. Nakon tog čina Ukrajina je u sljedećem razdoblju obilježena velikom tradicijom kršćanske kulture s velikim brojem crkava, samostana i crkvenih prosvjetitelja izravno povezanih s Bizantom.
Gubitkom političke neovisnosti u 14. stoljeću, Ukrajina se u velikoj mjeri susreće s Katoličanstvom, prihvaća u 16. stoljeću nadležnost Rima, ali zadržava bizantsku tradiciju služenja crkvenog obreda. Tada je u sklopu Brestske crkvene unije stvorena Unijatska odnosno Ukrajinska grkokatolička crkva, a svi Ukrajinci službeno su postali Grkokatolici. Tom činu jedino su se odupirali ukrajinski kozaci i pojedini ukrajinski plemići poput Konstjantina Ostrockog jer su smatrali da će se na taj način izvršiti velika asimilacija ukrajinskog plemstva koje je sve više sudjelovalo u poljskim političkim zbivanjima. U 17. stoljeću Ukrajina i Rusija stvaraju svojevrsnu koaliciju, i kroz sljedećih dva stoljeća stvaraju svojevrsnu simbiozu Ukrajinske i Ruske pravoslavne crkve koja se iz političkih razloga konačno pokazala pogubnom za neovisnost Ukrajinske pravoslavne crkve.
Višestruko složeni politički i kolonijalni pritisci ruskih careva prema Ukrajinskoj nacionalnoj crkvi na prijelazu s 18. na 19. stoljeće doveli su do raskola crkvenih zajednica i ograđivanja ukrajinskog naroda od službene Crkve što je ostavilo velike posljedice na jedinstvo Ukrajinske crkve. U 20. stoljeću stvorena je i neovisna Ukrajinska autokefalna pravoslavna crkva koja je dodatno razjedinila u početku jedinstvenu Ukrajinsku crkvu. Svi postupci doveli su do toga da danas u Ukrajini postoje 4 jake Crkve: Ukrajinska pravoslavna crkva Kijevske patrijaršije, Ukrajinska pravoslavna crkva Moskovske patrijaršije, Ukrajinska autokefalna (neovisna) pravoslavna crkva i Ukrajinska grkokatolička crkva. Posljednje dvije Crkve smatraju se autentičnim ukrajinskim crkvama koje su zadržale tradicionalni element ukrajinske nacionalne Crkve.
U Sovjetskom Savezu Ukrajina se suočila s velikim pritiskom ateističkih uvjerenja što se odrazilo na cijelu populaciju, posebno u jugoistočnoj Ukrajini. Državna istraživanja Razumkov centra iz 2003. ukazuju da religijska uvjerenja ima 75.2% ukrajinskih građana, dok 21.9% nije religiozno te se smtraju ateistima. Oko 37.4% ukrajinskih vjernika različitih vjerosipovijesti redovito prakticira vjerske običaje. Veliki problem predstavlja česta politizacija u crkvenim redovima, posebno onim kod Ukrajinske pravoslavne crkve Moskovske patrijaršije koja se i dalje nalazi u autonomnom sastavu Ruske pravoslavne crkve.  
Prema službenim podacima iz 2011. godine u Ukrajini je registrirano 33.977 crkava i religijskih organizacija. Preko 97% registriranih vjerskih zajednica u Ukrajini su kršćanske, a oko polovica njih je pravoslavne tradicije. Druga polovica je podijeljena između katolika i protestanata (manji broj). Prema neslužbenoj definiciji tradicionalnim ukrajinskim Crkvama pripadaju one pravoslavnog, grkokatoličkog i rimokatoličkog statusa, zatim Armenska religijska zajednica, i do jedne mjere luterani, kalvinisti (reformatori), baptisti, pentekostalci i adventisti.
Ukrajinska pravoslavna Crkva (Moskovske patrijaršije) ima 12.251 registriranih vjerskih jedinica. Oznaka Moskovska patrijaršija nije službeni naziv te Crkve već se neslužbeno navodi označavajući time specifičan povijesni status u odnosu na Rusku pravoslavnu Crkvu. S 4508 registriranih vjerskih jedinica, druga po redu je Ukrajinska pravoslavna Crkva Kijevske patrijaršije. Prema posljednjim istraživanjima, ova crkva okuplja najveći broj vjernika u Ukrajini. Treća po veličini je Ukrajinska autokefalna pravoslavna Crkva s 1227 registriranih vjerskih jedinica.
Uz pravoslavne Crkve, vodeću Crkvu u Ukrajini predstavlja Ukrajinska grkokatolička Crkva s 3825 registriranih vjerskih jedinica. U tom crkvenom ogranku registrirano je 2.424 svećenika. Rimokatolička Crkva u Ukrajini ima 1081 registriranih vjerskih jedinica (od toga 909 župa) i 579 registriranih svećenika. U Ukrajini djeluje 2.705 registriranih vjerskih jedinica protestantskog usmjerenja odnosno 1595 onih s evangeličkim usmjerenjem. U bitno manjem omjeru u Ukrajini djeluju i druge vjerske zajednice, između ostalih i one židovskog, islamskog i budističkog uvjerenja.

## Tradicija i običaji
Običaji ukrajinskog naroda povezani su između ostalog s tradicijskim pogledom na svijet, koji se oblikovao stoljećima i sačuvao mnogo obreda koji potječu još od prije kršćanskih vjerovanja. Obredi se dijele na dva osnovna tipa: obiteljski i kalendarski. Obiteljski obredi obilježavali su značajne prijelazne trenutke u životu čovjeka, a kalendarski su obilježavali značajne trenutke u prirodi ili u ljudskoj djelatnosti. Svaki tradicijski blagdan i svaki obred usko su povezani s narodnim vjerovanjima. Obredi pri rođenju bili su popraćeni magičnim djelovanjem i različitim simbolima, jer je tajanstvenost nastanka života pripadala osobito delikatnim sferama. Svatovi su jedan od najzanimljivijih događaja, koji praćen glazbom, pjevanjem, plesom i igrama, poprima karakter šireg narodnog veselja. Najdramatičniji trenutak vjenačanja bio je obred pokrivanja, koji je simbolizirao prijelaz mlade u društvo udanih žena.
Bojanje i ukrašavanje ukrajinskih jaja vrlo je cijenjen običaj u Ukrajini i poznat je širom svijeta, a Ukrajinci imaju običaj vjerovati da jaja imaju pozitivan utjecaj na jačanje duhovne svijesti zato što zimi zemlju drže toplijom, a ujedno simboliziraju novi život koji se budi u proljeće. Mnogo je sličnih mitoloških vjerovanja u Ukrajini, vrlo simpatičnih i bajkovitih, po čemu su ukrajinske priče vrlo zanimljive. Ukrajinske priče korijene vuku iz davne prošlosti, o čemu svjedoče brojna mitološka obilježja i animističko shvaćanje svijeta. Teme ukrajinskih priča vrlo su raznolike: priče o prirodi i životinjama, o svakodnevnici, one su šaljive, magične i pustolovne. Arhaična obilježja svijesti izrazito se ističu u lijepim pričama, u kojim je najčešće riječ o čudesnim događajima, borbi dobra i zla, kušnji i junačkim pothvatima na putu k budućoj nevjesti.

#### Glazba i foklorna umjetnost
Narodna kultura i umjetnost Ukrajinaca s pravom se smatraju jednom od najbogatijih baština kulture europskih naroda. Ukrajinski folklor ističe se bogatstvom žanra i savršenstvom forme, pjesništvom i sofisticiranom lirikom, dubokom filozofijom i vatrenošću. Usmena predaja stoljećima je bila jedini način generaliziranja životnog iskustva ukrajinskog naroda, utjelovljenje narodne mudrosti, pogleda na svijet i ideale. Folklor je postao ogledalom ne samo najvažnijih povijesnih događaja Ukrajine, počevši od doba kneževina, nego je sačuvao i brojne arhaične poganske mitove i simbole, koji se često skrivaju pod okriljem kršćanske tradicije. Zahvaljujući folklornoj baštini, današnje generacije Ukrajinaca mogu saznati o načinu života svojih predaka i zamišljati njihove blagdane i radne dane ispunjene zanosnim običajima. Ukrajinska folklorna tradicija može se svrstati u dva osnovna tipa: glazbeno-pjesnički (pjesme, ukrajinske "dume" (balade), popijevke itd.) te prozni tip (bajke, legende, anegdote itd.). U sklopu glazbeno-pjesničkog stvaralaštva ističu se obredni folklor te epsko i lirsko stvaralaštvo. Obredni folklor uključuje kalendarske i obiteljsko-obredne pjesme. Epskom stvaralaštvu pripadaju dume, povijesne i lirsko-epske pjesme (balade, kronike), a lirsko stvaralaštvo obuhvaća društvene pjesme i pjesme s tematikom iz svakodnevnog života.
Dume su najistaknutiji dio ukrajinskog vokalnog opusa. To su vokalno-instrumentalne kompozicije koje zahtijevaju dugogodišnju izobrazbu, izrazitu spretnost i dobro poznavanje tradicije. Prethodnice "duma" bile su "bilini", narodne epske pjesme o herojima, koje su se danas na području Ukrajine i europskog dijela Rusije donekle transformirale. Stručnjaci povezuju nastanak duma s prastarim oblikom ritualnog plača. One su kroz povijest prepričavale vojnički život kozaka, njihove ratove protiv osvajača, vojne pohode u turske zemlje i njihov život u središtu Ukrajine, uz rijeku Dnjepar. Tijekom 17. i 18. stoljeća izvođači duma i povijesnih pjesama, "kobzari", ujedinili su se u kobzarska bratstva (cehove). Takvi cehovi imali su svoj  statut i pravila, strogu hijerarhiju i određeni repertoar pjesma. Kobzarstvo je u 17. stoljeću postalo časno zanimanje. Najmlađim rodom pjesničkog folklora smatraju se lirske pjesme, nastale između 16. i 19. stoljeća. Lirske pjesme grupiraju se u dvije velike skupine, socijalna grupa okuplja kozačke, novačke, seoske, najamničke i iseljeničke pjesme, dok obiteljska grupa okuplja ljubavne, ženstvene, humoristične, sirotinjske i dječje odnosno mladenačke pjesme.
Također poznati ukrajinski običaj su hahiljki, koji se danas priređuju na uskrsnim nedjeljama, a sastoje se od plesova, pjesama, igara i dramskih scena koji će po vjerovanju namamiti proljeće i otjerati zimu. Ovi obredi u poganska vremena odvijala su se u svetim lugovima, danas oko crkava ili oko groblja. Pjesma i plesovi pogrebni su kult i personificiraju pogreb za mraz i zimu. Oni također izazivaju rast bilja i pokušavaju osigurati obilnu žetvu kroz magičnu glazbu, riječi i pokrete tijela. U nekim drevnim hahiljki plesovima, plesači se kreću u krug imitirajući rotaciju sunca, dok drugi raznim gestama pokazuju stalnost čovjekovog postojanja na zemlji. 

#### Tradicionalna kuhinja
Klasična etnička kuhinja Ukrajinaca sastoji se od jela poznatih u njihovom jeziku kao: kapusta (ukrajinski crveni kupus), kovbasa, vareniki, holubći i nešto poznatiji boršč. Za vrijeme Uskrsa u uskrsnu košaricu stavljaju se bojana jaja u Ukrajini poznatija kao pisanki.
Ukrajinci su u pretežito ravničarskom stepskom prostoru otvorenih poljana, od davnih vremena zaokupljeni agrikulturom i odani su svojoj zemlji crnici i njenim izdašnim plodovima. Ukrajina, koju često zovu i smatraju žitnicom Europe, kruh smatra svetom hranom, jer je ukrajinsko žito stoljećima prehranjivalo ukrajinski narod i u najtežim trenucima kada su mnogi zapadni Europljani gladovali. Vrlo stara tradicija nuđenja kruha i soli gostu datira unazad mnogo stoljeća. Gostima se kod Ukrajinaca nudi okrugli kruh (hljib) i sol (sil) na vezenom ručniku (ruščnik) uz tradicionalni domaćinov pozdrav Vitajemo! (Dobrodošli!).
Ovdje se ujedno vidi kulturni utjecaj starih Grka, koji su još prije 2000. godina nudili gostima kruh i sol. Razlog tomu je vrlo očit s obzirom na to da je prije oko 2500. godina, stara Ukrajina, tada Skitija, bila žitnica stare Grčke. Grčko tlo bilo je pogodno za vino i maslinu, ali ne i za žito. U ta stara vremena grčke kolonije Tiras, i recimo Panticapaeum (današnji Kerč) i Olbia su bile naseljene duž crnomorske obale Ukrajine. Ova tradicija simbolizira duboku vezu Ukrajine s korijenima napredne grčke kulture. Kruh i pšenica oduvijek su važan element u ukrajinskom životu, u kulturi i folkloru. Razni nacionalni kruhovi igraju značajnu ulogu u običajima i tradiciji ukrajinske kulture. Božićni, uskrsni, svadbeni i funeralni kruhovi zauzimaju središnje mjesto.

## Poznati Ukrajinci
| Ime i prezime                      | Mjesto i godina rođenja          | Zanimanje                              | Društveni doprinos                              |
| Poznati Ukrajinci                  | Poznati Ukrajinci                | Poznati Ukrajinci                      | Poznati Ukrajinci                               |
| ---------------------------------- | -------------------------------- | -------------------------------------- | ----------------------------------------------- |
| Pilip Stepanovič Orlik             | Ukrajina, Kosuta, 1672.          | Hetman Ukrajine                        | Autor prvih europskih demokratskih ustava       |
| Taras Grigorovič Ševčenko          | Ukrajina, Morynci, 1814.         | Pisac, umjetnik i humanist             | Utemeljitelj moderne ukrajinske književnosti    |
| Grigorij Savič Skovoroda           | Ukrajina, Čornuhy, 1722.         | Ukrajinski filozof, pisac i skladatelj | Pripadnik Kijevsko-mogeljanske akademije        |
| Stepan Prokopovič Timošenko        | Ukrajina, Špotivka, 1878.        | Stručnjak za mehanički inženjering     | Otac modernog mehaničkog inženjeringa           |
| Igor Ivanovič Sikorskij            | Ukrajina, Kijev, 1889.           | Avio dizajner i izumitelj              | Izumitelj helikoptera                           |
| Olga Kostjantinivna Kurylenko      | Ukrajina, Berdjansk, 1979.       | Foto model, glumica                    | Uloga u filmu Agent 007 - James Bond            |
| Volodimir Palahnjuk (Jack Palance) | SAD, Hazle Township, 1919.       | Hollywoodski glumac                    | Dobitnik američke nagrade Oskar                 |
| Ruslana Stepanivna Ližičko         | Ukrajina, Ljviv, 1973.           | Slobodni umjetnik, pjevačica           | Pobjednica natjecanja Eurovizije 2004.          |
| Ivan Jakovič Franko                | Ukrajina, Nagujevyči, 1856.      | Pisac, pjesnik i politički aktivist    | Doprinos razvoju ukrajinske književnosti        |
| Larisa Petrivna Kosač-Kvitka       | Ukrajina, Novo-Volinjskij, 1871. | Pjesnikinja, spisateljica              | Poznata ukrajinska spisateljica                 |
| Nikolaj (Mikola) Vasiljevič Gogolj | Ukrajina, Soročnici, 1809.       | Književnik, predavač                   | Utemeljitelj modernog ruskog realizma           |
| Ana Andrejevna Ahmatova            | Ukrajina, Odesa, 1889.           | Pjesnikinja, spisateljica              | Utjecajna svjetska književnica                  |
| Volodimir Mikolajovič Čelomej      | Poljska, Siedlce, 1914.          | Znanstvenik                            | Ključni znanstvenik u Svemirskoj utrci (20.st.) |
| Konstjantin Vasilj Ostrockij       | Bjelorusija, Turiv, 1526.        | Ukrajinski plemić, političar           | Autor prve istočnoslavenske Ostroške Biblije    |
| Vasilj Mihajlovič Ivančuk          | Ukrajina, Kopičinci, 1969.       | Šahovski stručnjak                     | Pobjednik na Svjetskom šah. turniru 2004.       |
| Jana Oleksandrivna Kločkova        | Ukrajina, Simferopolj, 1982.     | Sportska plivačica                     | Višestruka olimpijska (svjetska) pobjednica     |
| Oleksandr Petrovič Dovženko        | Ukrajina, Sosnecja, 1894.        | Filmski redatelj i producent           | Vodeći sovjetski filmski redatelj               |
| Kvitka Volodimirna Cisik           | SAD, New York, 1953.             | Glazbena umjetnica (soprano)           | Dve nominacije za američku nagradu Grammy       |
| Sergej (Sergij) Nazarovič Bubka    | Ukrajina, Luhansk, 1963.         | Atletičar u disciplini skok motkom     | Osvojio je 6 uzastopnih svjetskih prvenstava    |
| Dmitro Stepanovič Bortnjanskij     | Ukrajina, Gluhiv, 1751.          | Glazbeni skladatelj                    | Autor 6 opera i drugih poznatih djela           |
| Valentin Petrovič Gluško           | Ukrajina, Odesa, 1908.           | Inženjer mehanike                      | Ključni znanstvenik u Svemirskoj utrci (20.st.) |
| Fedir Apollonovič Pirockij         | Ukrajina, Lohvicja, 1845.        | Znanstvenik                            | Izumitelj električnog tramvaja                  |
| Mikola Dmitrovič Leontovič         | Ukrajina, Monastirok, 1877.      | Glazbeni skladatelj                    | Autor više svjetski poznatih glazbenih djela    |
| Ime i prezime                      | Mjesto i godina rođenja          | Zanimanje                              | Društveni doprinos                              |

## Vanjske poveznice
- Biografije poznatih Ukrajinaca, HUD - Zagreb, 2015.
- Ukrajinci u svijetu (ukr.)  Arhivirana inačica izvorne stranice od 13. ožujka 2012. (Wayback Machine)
- Povijest Ukrajine (hrvatsko izdanje)
- Savez Rusina i Ukrajinaca Republike Hrvatske  Arhivirana inačica izvorne stranice od 19. prosinca 2009. (Wayback Machine)
- Ukrajinska zajednica Republike Hrvatske  Arhivirana inačica izvorne stranice od 23. kolovoza 2009. (Wayback Machine)
- Ukrajinska povijest i kultura (eng.)